# Oswald Crollius

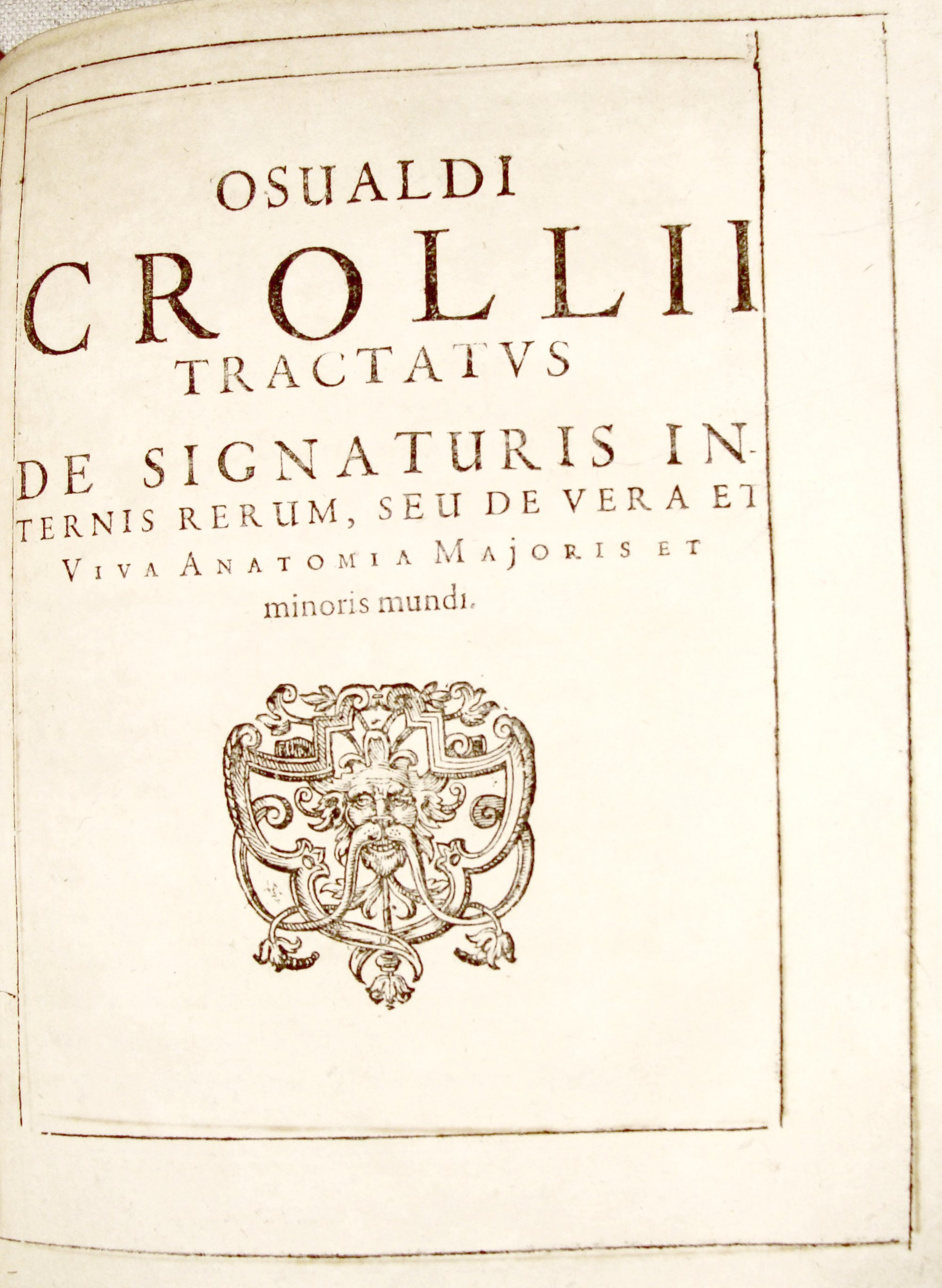
Strona tytułowa II tomu Basilica Chymica

Oswald Crollius (ok. 1560–1609) – lekarz, alchemik i jatrochemik, był profesorem medycyny i alchemii Uniwersytetu w Marburgu w Hesji.

## Biografia
O jego życiu wiadomo bardzo mało, zwrócono na niego uwagę już po śmierci, gdy drukiem ukazała się jego jedyna lecz obszerna publikacja, będąca ukoronowaniem jego doświadczeń i przemyśleń. Była to dwuczęściowa Basilica Chymica (1609, Królewska chemia). Pierwszy tom był poświęcony wiedzy medycznej (jatrochemii). Ta część napisana jest w układzie dział medycyny – środki lecznicze, sposoby ich uzyskiwania, użycie i dawkowanie. Wśród środków skutecznych na choroby nerek zaleca sól krakowską (to znaczy z Wieliczki ew. Bochni). W innym miejscu autor powołuje się na Michała Sędziwoja (sarmata anonimus).
Drugi tom nosił tytuł Tractatus de signaturis internis rerum, seu de vera et viva anatomia majoris et minoris mundi (Traktat o sygnaturach (znakach)). Tu głównie rozwijano koncepcję sygnatur (wprowadzoną przez Paracelsusa). W skrócie treść drugiego tomu można przedstawić następująco:
Dobry Bóg stwarzając rośliny, kamienie itp. twory w swojej dobroci zadbał aby były one użyteczne dla człowieka i mogły mu pomóc w dowolnej sprawie, także w zdrowiu. Dał też odpowiednie wskazówki (znaki) wynikające ze związku materii z jej formą, pozwalające rozpoznać w leczeniu jakiej choroby rozpoznane substancje będą przydatne. Kopytnik pospolity ma nerkowate liście aby pokazać, że nadaje się do leczenia chorób nerek. Makówka o kształcie głowy jednoznacznie wskazuje że należy jej używać przy leczeniu chorób głowy. To samo dotyczy nasion orzechów z rodzaju Junglans. „Znakami” chemikaliów mogły być kolory roztworów albo sposób krystalizacji. Dobry medyk znając anatomię, objawy chorób powinien umieć dawane przez stwórcę znaki rozpoznać, po czym znaleźć sposób takiego spreparowania substancji, aby była użyteczna.
Crollius uważał, podobnie jak Paracelsus, że chemia i alchemia powinny się uzupełniać w służbie medycyny, tworząc nowe lekarstwa.